# Desensitized (Pitchshifter)
Desensitized è il secondo album in studio del gruppo musicale britannico Pitchshifter, pubblicato nel 1993.

## Tracce
1. Lesson One – 0:12
2. Diable – 6:02
3. Ephemerol – 4:14
4. Triad – 4:30
5. To Die Is Gain – 4:52
6. (A Higher Form of) Killing – 4:44
7. Lesson Two – 0:06
8. Cathode – 7:31
9. N/A – 0:13
10. Gatherer. of. Data. – 4:57
11. N.C.M. – 5:10
12. Routine (+ Landfill) – 32:22

## Formazione
- Mark Clayden – basso
- 'D'.J. Walters – batteria
- Johnny A. Carter – chitarra, programmazione
- J.S. Clayden – voce